# دي هافيلاند أكسفورد
دي هافيلاند أكسفورد (بالإنجليزية: de Havilland Oxford)‏ أو إيركو (DH.11)، هي قاذفة قنابل ذات السطحين وبمحركين، أنتجت في بريطانيا. من صناعة إيركو. كان أول طيران لها في 1919. صنع منها 1نموذج واحد. تم تصميمها لتحل محل سابقتها إيركو (DH.10). تم التخلي عنه بعد بناء النموذج الأول.